# ちち山
ちち山（ちちやま）は、四国山地西部の石鎚山脈に属する山である。乳山とも表記され、かつては西側に対峙する笹ヶ峰が母山であるのに対し、父山でもあったという。

## 概要
笹ヶ峰 (1,859m) に匹敵する標高であり新居浜市の最高峰でもあるが、なだらかな山容の笹ヶ峰に対し台形の険しい岩峰の様相を呈する。笹ヶ峰との間は「ちち山のコル」と呼ばれ、かつては「高天原」と呼ばれたという。ちち山の山頂からやや東側で石鎚山脈の稜線は南北に分岐して「ちち山別れ」と呼ばれ、南側は平家平に続き、西赤石山に続く北側は法皇山脈となる。ちち山別れ付近は銅山川の源流域であり、ちち山は国領川の源流域に位置する。

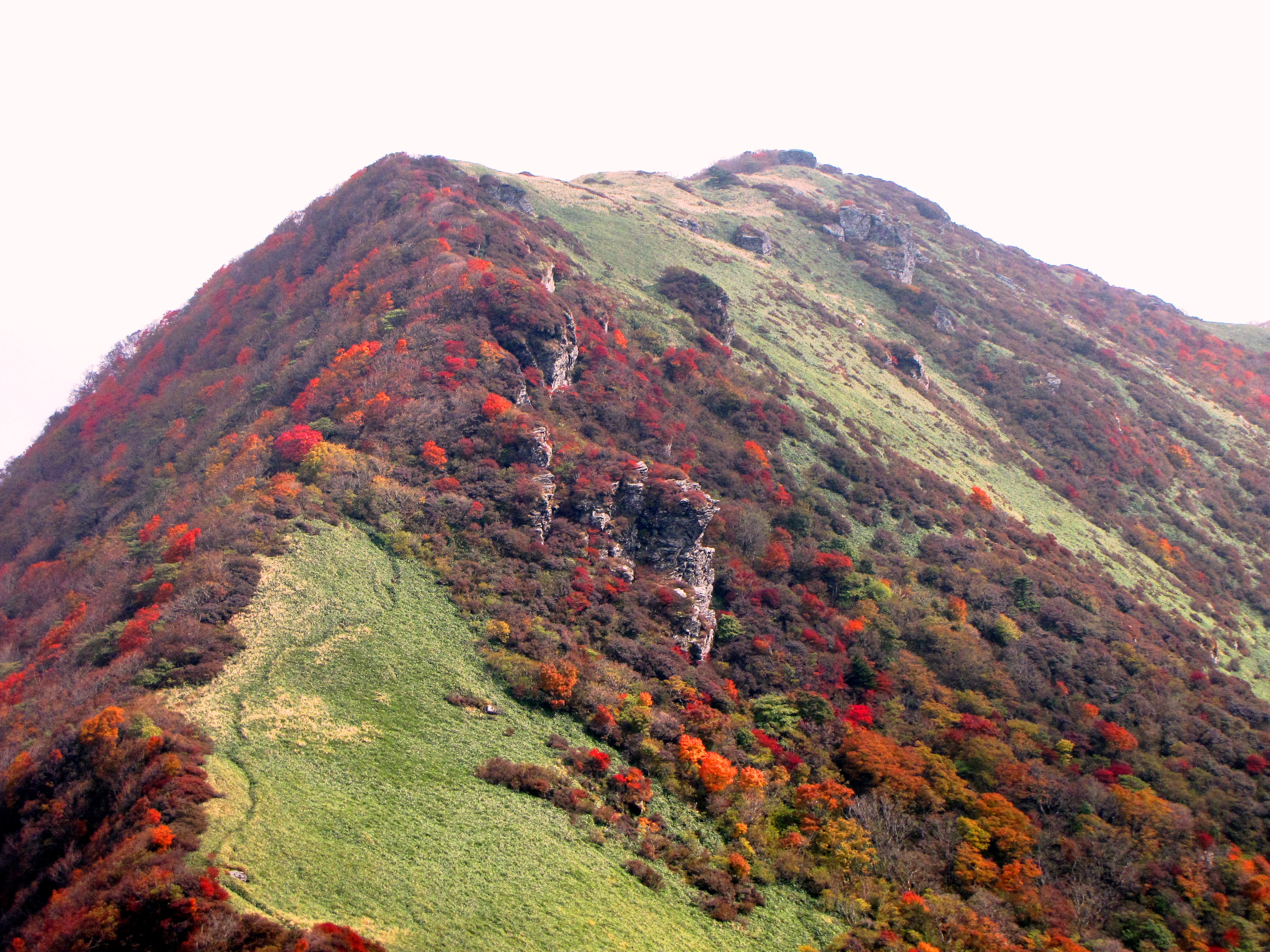
山頂部を西から望む

山頂には、かつて笹ヶ峰に建立されていた石鉄神社から遷された蔵王権現を祀る祠がある。山頂からは間近に笹ヶ峰、筒上山など石鎚山脈の山々、さらに新居浜平野、瀬戸内海から太平洋まで望むが、笹ヶ峰とはまた異なる眺望である。寒風山から平家平にかけ、ちち山を含む笹ヶ峰一帯の山稜部は1982年に笹ヶ峰自然環境保全地域に指定された。

## 登山ルート
県道47号線の大永山（だいえいざん）トンネルの別子山側出口脇の林道から登山道に入り、稜線に出て山頂に至る。標高差約800m、距離は約6km、時間は3時間半ほど。新居浜市内から登山口までは別子地区行のコミュニティーバスが1日に2、3便出ている（2015年11月現在。前日までに予約することが望ましい）。また西条市方面から国道194号を高知方面に向かい、下津池から林道に入って笹ヶ峰に登り、東側へ稜線を縦走する。笹ヶ峰と併せて登られることが多い。

## ギャラリー

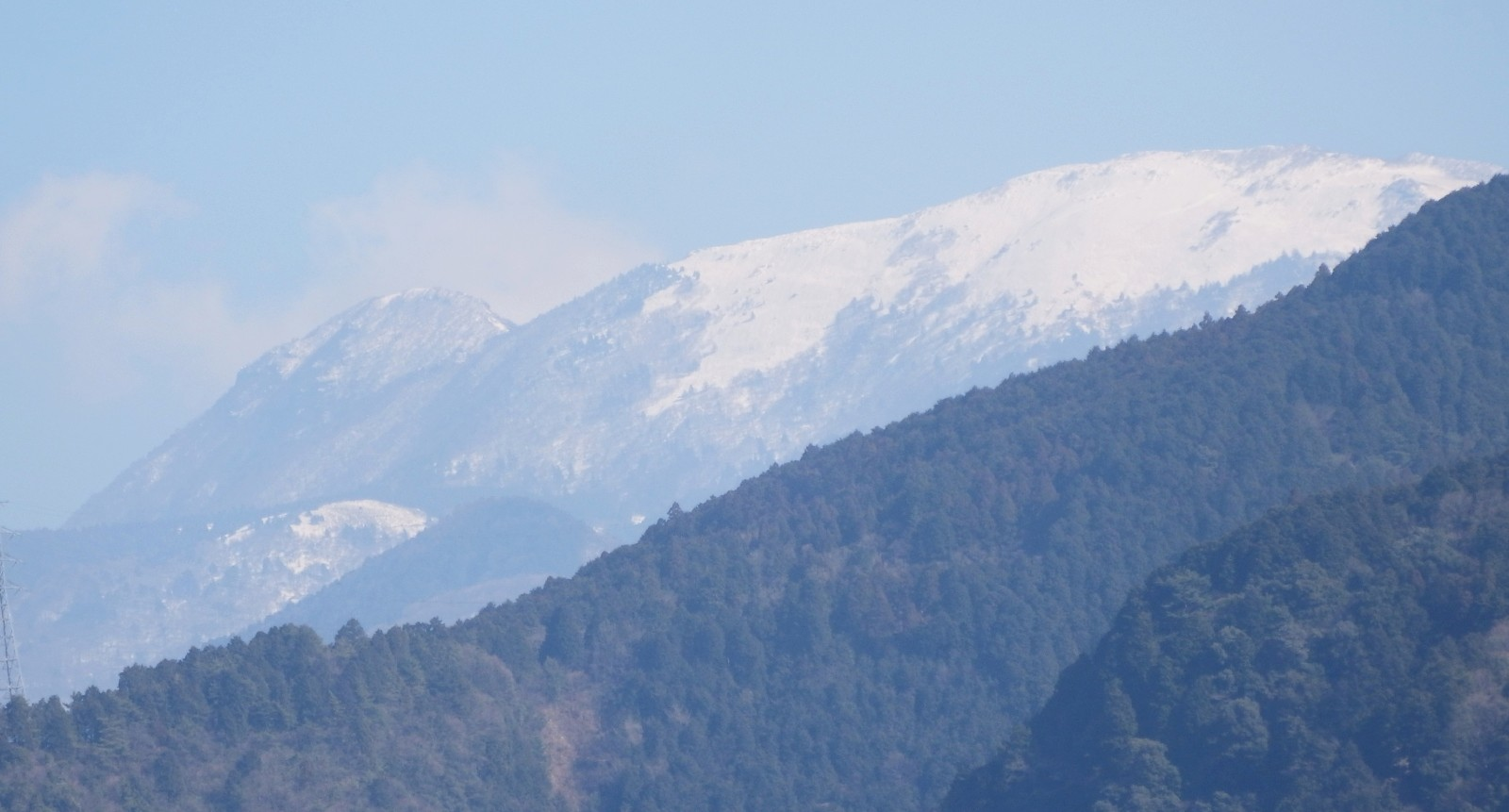
ちち山（左）と笹ヶ峰
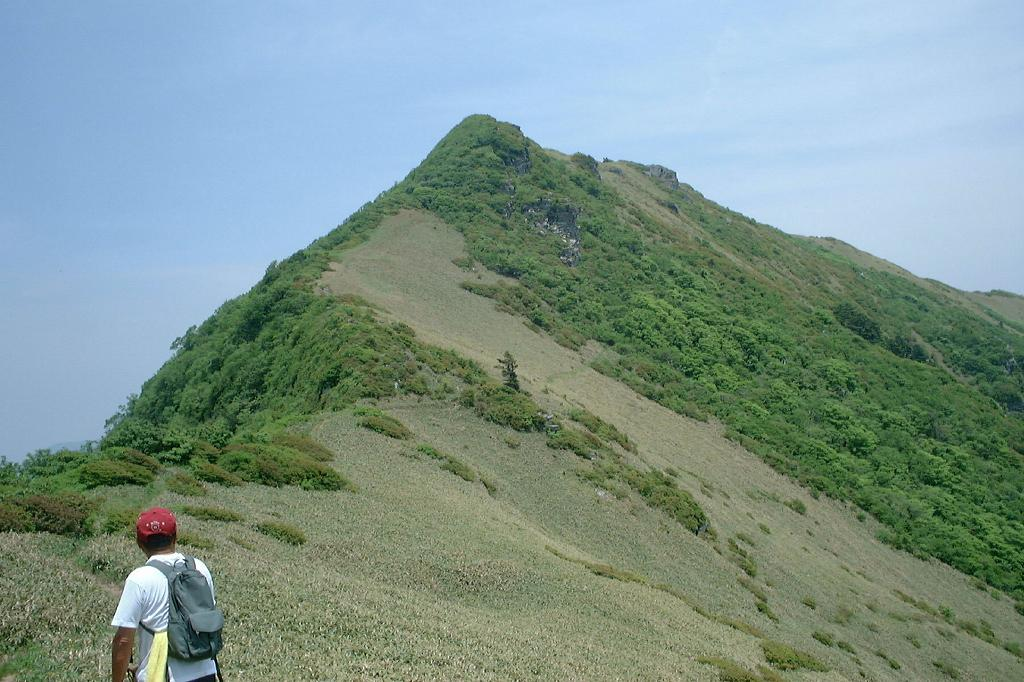
山頂が目前
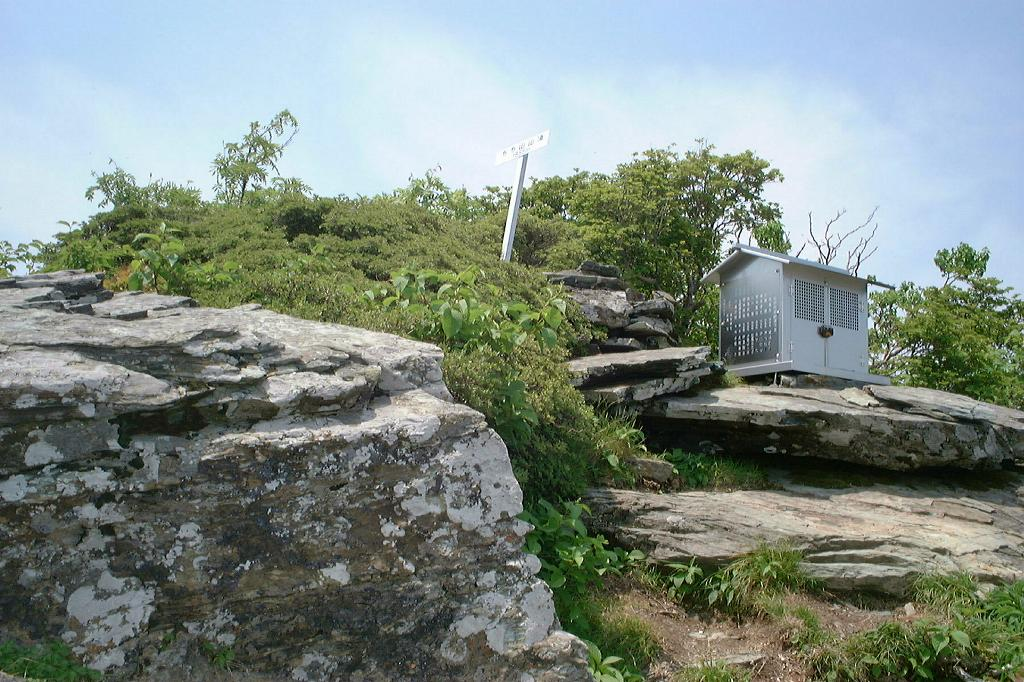
頂上
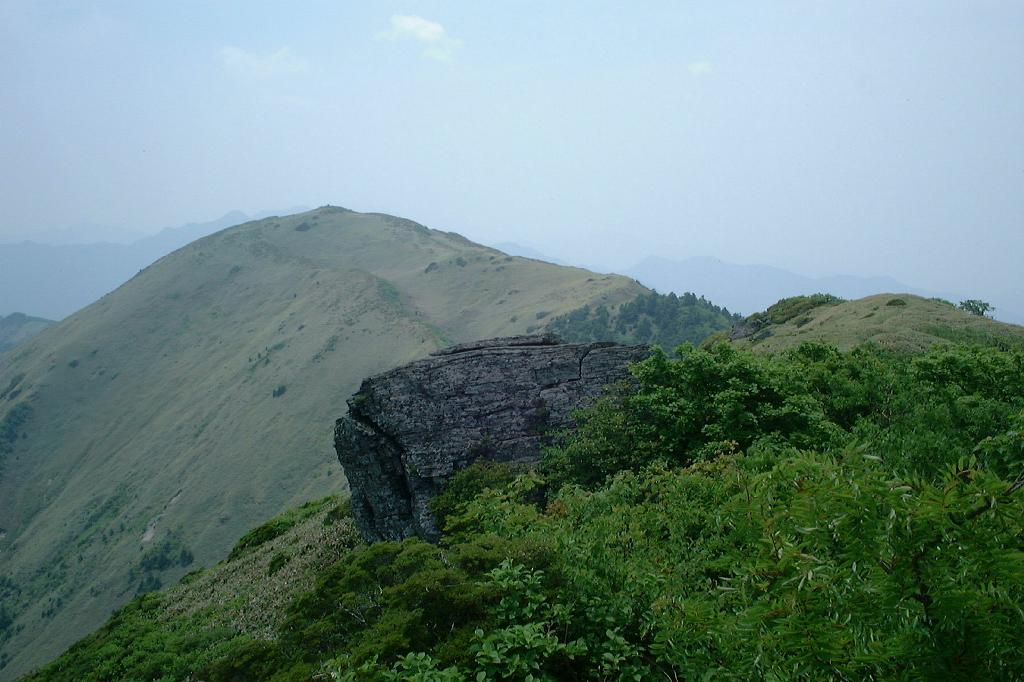
山頂から笹ケ峰を臨む